# 雲場池

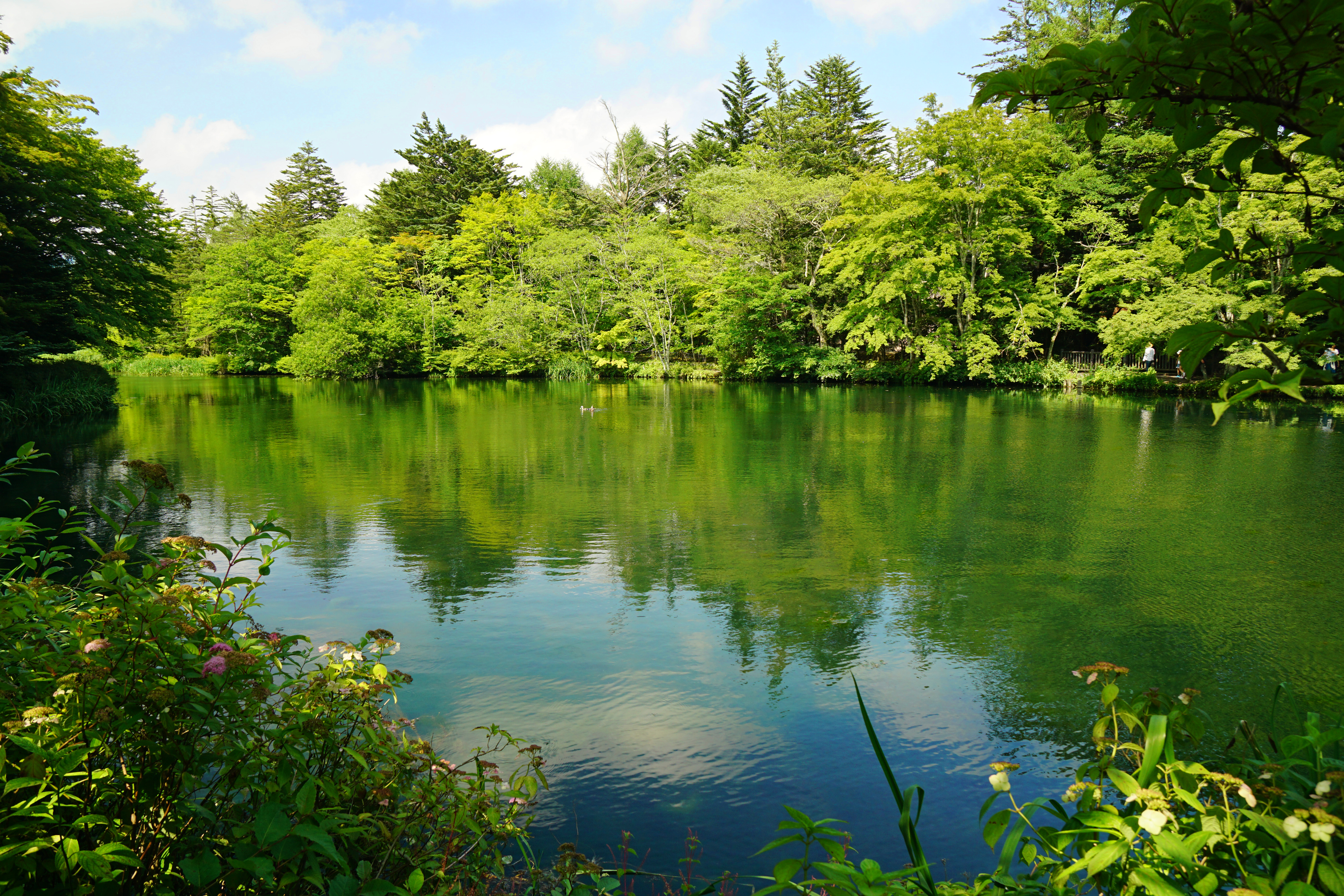
夏季的雲場池

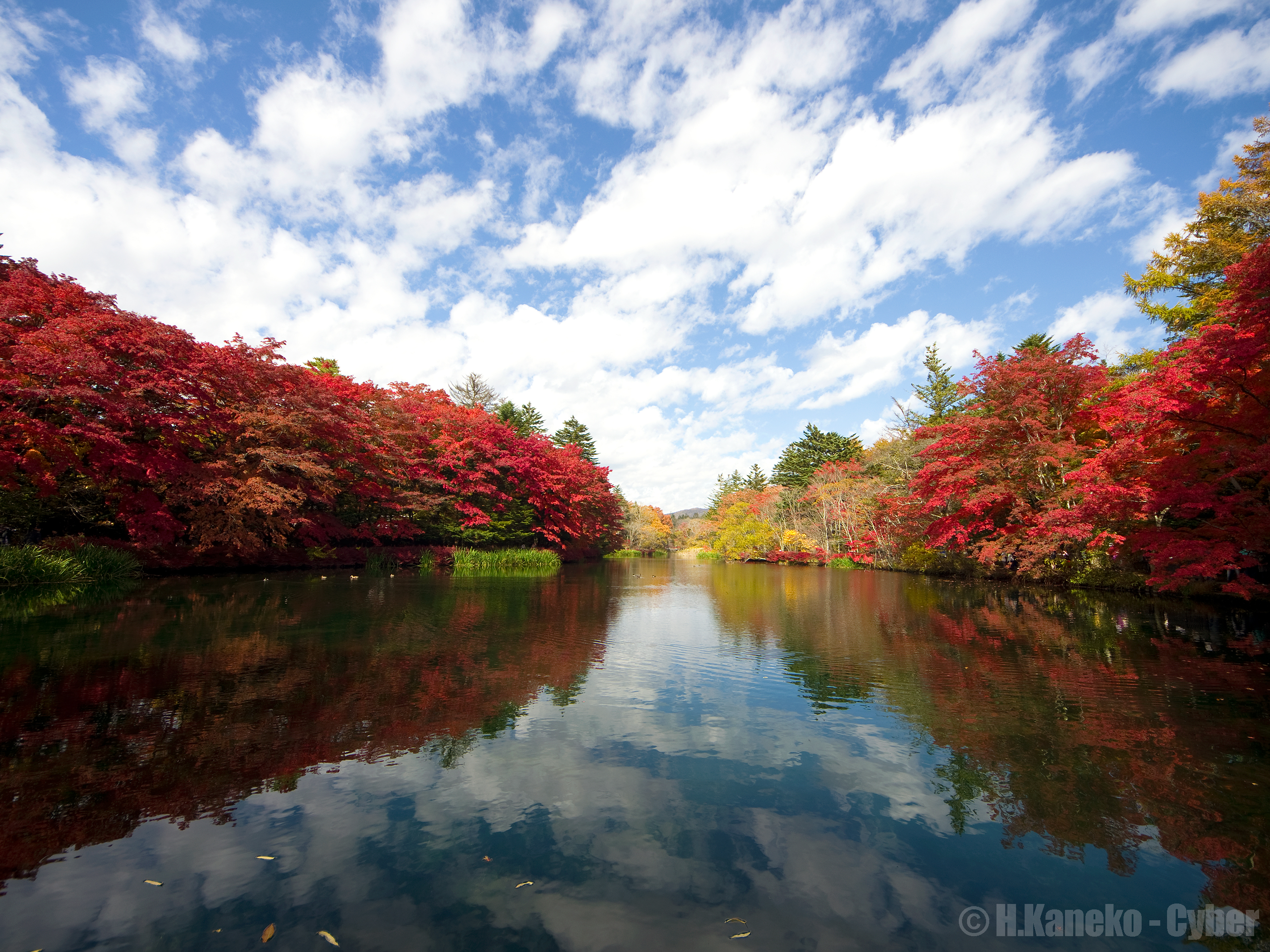
秋季雲場池楓景

雲場池（日语：／）是位於日本長野縣輕井澤町的一個狹長型人工湖泊，據傳曾有白天鵝在此停留，因此又被稱作白鳥湖。因四季各有不同風情，目前為輕井澤地區的一個觀光景點，整個區域被已指定為雲場池風景區。

## 外部連結
- 雲場池 - 軽井沢町役場

36°21′06″N 138°37′37″E / 36.351667°N 138.626944°E